# Canthium scabridum
Canthium scabridum är en måreväxtart som beskrevs av Henry Nicholas Ridley. Canthium scabridum ingår i släktet Canthium och familjen måreväxter. Inga underarter finns listade i Catalogue of Life.